# The Golliwogs
I The Golliwogs sono stati un gruppo statunitense attivo dal 1959 al 1967, e successivamente conosciuti come Creedence Clearwater Revival.

## Storia del gruppo
Il gruppo, un trio strumentale, viene fondato nel 1959 con il nome "The Blue Velvets". La formazione originale vedeva John Fogerty alla chitarra, Stu Cook al piano e Doug Clifford alla batteria. Nel 1960 il fratello di John, Tom Fogerty, viene inserito nel gruppo come cantante.
Durante il 1961 e il 1962, i Blue Velvets realizzano tre singoli nella San Francisco Bay Area per la Oakland's Orchestra Records. Questi tre singoli non attirano l'attenzione del pubblico, quindi il secondo singolo dei Blue Velvets viene inserito nella Oakland's KEWB top 40 playlist del disc jockey Casey Kasem.
Dopo i singoli per la Orchestra Records, Tom inizia a suonare la chitarra ritmica e John quella solista. Inoltre Stu Cook passa dal piano al basso.
A metà del 1964, il gruppo registra due canzoni per la Fantasy Records, un'etichetta di San Francisco. Il gruppo fu attirato da questa etichetta perché nel 1963 aveva realizzato una hit di Vince Guaraldi, "Cast Your Fate to the Wind". Max Weiis, uno dei co-produttori della Fantasy Records, cambiò inizialmente il nome del gruppo in "The Visions", ma quando le loro canzoni furono realizzate come singoli, nel novembre 1964, Weiss li rinominerà in "The Golliwogs", un apparente riferimento ad un popolare menestrello chiamato Golliwogg. Sette singoli furono realizzati nella San Francisco Bay Area, ma nessuno di questi raggiunse il successo nazionale. Solamente uno, "Brown Eyed Girl", fu vicino al successo a Miami (Florida), dove per quattro settimane, dal 26 febbraio 1966, raggiunse la posizione #10 della Billboard's "Regional Breakout" chart per Miami.
John Fogerty prese quindi il controllo del gruppo, scrivendo nuovo materiale, divenendo il cantante principale e contribuendo alle canzoni con altri strumenti, quali basso, tastiere e armonica a bocca, oltre alla chitarra. Nel 1967, produsse le registrazioni del gruppo.
Nel dicembre 1967 il gruppo cambiò nome in Creedence Clearwater Revival e il primo album del gruppo, omonimo, venne realizzato nel 1968.
Nel 1975 la Fantasy Records produsse Pre-Creedence, una raccolta delle registrazioni dei The Golliwogs. L'etichetta incluse nel 2001, all'interno del Creedence Clearwater Revival: Box Set, un'ampia collezione di registrazioni dei Blue Velvets e dei Golliwogs.

## Discografia
Singoli
- 1964 - Don't Tell Me No Lies/Little Girl (Does Your Mamma Know?)
- 1965 - Brown-Eyed Girl/You Better Be Careful
- 1965 - Where You Been/You Came Walking
- 1965 - You Can't Be True/You Got Nothin' on Me
- 1966 - Fight Fire/Fragile Child
- 1966 - Walking on the Water/You Better Get It Before It Gets You
- 1967 - Porterville/Call It Pretending

Raccolte
- 1975 - Pre-Creedence
- 2017 - Fight Fire (The Complete Recordings 1964-1967)

## Registrazioni
1. "Come on Baby" (Tom Fogerty) - come Tommy Fogerty & The Blue Velvets
  - Registrata nell'autunno 1961, Orchestra Studios, Oakland, California. Realizzata nell'ottobre 1961. Voce principale: Tom Fogerty.
2. "Oh My Love" (Tom Fogerty) - come Tommy Fogerty & The Blue Velvets
  - Registrata nell'autunno 1961, Orchestra Studios, Oakland, California. Realizzata nell'ottobre 1961. Voce principale: Tom Fogerty.
3. "Have You Ever Been Lonely" (John Fogerty) - come Tommy Fogerty & The Blue Velvets
  - Registrata nel tardo 1961, Orchestra Studios, Oakland, California. Realizzata nel primo 1962. Voce principale: Tom Fogerty.
4. "Bonita" (John Fogerty-Tom Fogerty) - come Tommy Fogerty & The Blue Velvets
  - Registrata nel tardo 1961, Orchestra Studios, Oakland, California. Realizzata nel primo 1962. Voce principale: Tom Fogerty.
5. "Yes You Did" - come Tommy Fogerty & The Blue Velvets
  - Registrata nel 1962, Orchestra Studios, Oakland, California. Realizzata nel giugno 1962. Voce principale: Tom Fogerty.
6. "Now You're Not Mine" - come Tommy Fogerty & The Blue Velvets
  - Registrata nel 1962, Orchestra Studios, Oakland, California. Realizzata nel giugno 1962. Voce principale: Tom Fogerty.
7. "Don't Tell Me No Lies" (John Fogerty-Tom Fogerty)
  - Registrata a metà 1964, Fantasy Studios, Berkeley, California. Realizzata nel novembre 1964. Vocals: John & Tom Fogerty.
8. "Little Girl (Does Your Momma Know)" (John Fogerty-Tom Fogerty)
  - Registrata a metà 1964, Fantasy Studios, Berkeley, California. Realizzata nel novembre 1964. Voce principale: Tom Fogerty.
9. "Where You Been" (John Fogerty-Tom Fogerty)
  - Registrata nel gennaio 1965, Fantasy Studios, Berkeley, California. Realizzata nell'aprile 1965. Voce principale: Tom Fogerty.
10. "You Came Walking" (John Fogerty-Tom Fogerty)
  - Registrata nel gennaio 1965, Fantasy Studios, Berkeley, California. Realizzata nell'aprile 1965. Voce principale: Tom Fogerty
11. "You Can't Be True" (John Fogerty-Tom Fogerty)
  - Registrata nell'aprile 1965, Fantasy Studios, Berkeley, California. Realizzata nel luglio 1965. Voce principale: John Fogerty.
12. "You Got Nothin' on Me" (John Fogerty-Tom Fogerty)
  - Registrata nell'aprile 1965, Fantasy Studios, Berkeley, California. Realizzata nel luglio 1965. Voce principale: John & Tom Fogerty.
13. "I Only Met You Just an Hour Ago" (John Fogerty-Tom Fogerty)
  - Registrata nell'aprile 1965, Fantasy Studios, Berkeley, California. Realizzata nel 2001. Voce principale: John Fogerty.
14. "Brown-Eyed Girl" (John Fogerty-Tom Fogerty)
  - Registrata nell'agosto 1965, Fantasy Studios, Berkeley, California. Realizzata nel novembre 1965. Voce principale: John Fogerty.
15. "You Better Be Careful" (John Fogerty-Tom Fogerty)
  - Registrata nell'agosto 1965, Fantasy Studios, Berkeley, California. Realizzata nel novembre 1965. Voce principale: John Fogerty with Tom Fogerty.
16. "Gonna Hang Around" (John Fogerty-Tom Fogerty)
  - Registrata nell'agosto 1965, Fantasy Studios, Berkeley, California. Realizzata nel 2001. Voce principale: John Fogerty.
17. "Fight Fire" (John Fogerty-Tom Fogerty)
  - Registrata nel febbraio 1966, Fantasy Studios, Berkeley, California. Realizzata nel marzo 1966. Voce principale: John Fogerty.
18. "Fragile Child" (John Fogerty-Tom Fogerty)
  - Registrata nel febbraio 1966, Fantasy Studios, Berkeley, California. Realizzata nel marzo 1966. Voce principale: John Fogerty.
19. "Try Try Try" (John Fogerty-Tom Fogerty)
  - Registrata nel febbraio 1966, Fantasy Studios, Berkeley, California. Realizzata nel 2001. Vocals: John & Tom Fogerty.
20. "She Was Mine" (John Fogerty-Tom Fogerty)
  - Registrata nei primi del 1966, Fantasy Studios, Berkeley, California. Realizzata nel 2001. Voce principale: John Fogerty.
21. "Instrumental #1" (John Fogerty-Tom Fogerty)
  - Registrata nei primi del 1966, Fantasy Studios, Berkeley, California. Realizzata nel 2001.
22. "Action USA" (radio promotional spot)
  - Registrata nel giugno 1966
23. "Little Tina" (John Fogerty-Tom Fogerty)
  - Registrata a metà del 1966, Fantasy Studios, Berkeley, California. Realizzata nel 2001. Voce principale: John Fogerty.
24. "Walking on the Water" (John Fogerty-Tom Fogerty)
  - Registrata nell'agosto 1966, Fantasy Studios, Berkeley, California. Realizzata nel settembre 1966.  Voce principale: John Fogerty.
25. "You Better Get It Before It Gets You" (John Fogerty-Tom Fogerty)
  - Registrata nell'agosto 1966, Fantasy Studios, Berkeley, California. Realizzata nel settembre 1966. Voce principale: John Fogerty.
26. "Tell Me" (John Fogerty-Tom Fogerty)
  - Registrata nel maggio 1967, Fantasy Studios, Berkeley, California. Realizzata nel 2001.  Voce principale: John Fogerty.
27. "You Can't Be True" (John Fogerty-Tom Fogerty)
  - Registrata nel maggio 1967, Fantasy Studios, Berkeley, California. Realizzata nel 2001.  Voce principale: John Fogerty.
28. "Porterville" (John Fogerty)
  - Registrata nell'ottobre 1967, Coast Recorders, San Francisco, California.  Released November 1967. Voce principale: John Fogerty. Produttore: John Fogerty. Successivamente la traccia verrà registrata di nuovo nel gennaio 1968 e inserita sul lato A del primo singolo dei Creedence Clearwater Revival. Nel luglio 1968 sarà inclusa nel primo album dei Creedence.
29. "Call it Pretending" (John Fogerty)
  - Registrata nell'ottobre 1967, Coast Recorders, San Francisco, California. Released November 1967. Voce principale: John Fogerty. Produttore: John Fogerty. Successivamente la traccia verrà registrata di nuovo nel gennaio 1968 e inserita sul lato B del primo singolo dei Creedence Clearwater Revival.

## Formazione
- John Fogerty - voce, chitarra solista, armonica a bocca, tastiere
- Tom Fogerty - voce, chitarra
- Stu Cook - basso, pianoforte
- Doug Clifford - batteria